# Megalastrum dentatum
Megalastrum dentatum là một loài thực vật có mạch trong họ Dryopteridaceae. Loài này được A. Rojas mô tả khoa học đầu tiên năm 2007.